# Wacław Jan Godlewski
Wacław Jan Godlewski (ur. 1 lutego 1906 w Niewieżnikach, zm. 31 sierpnia 1996 w Amélie-les-Bains) – polski poeta emigracyjny, tłumacz, dyrektor Liceum polskiego w Villard-de-Lans, profesor.

## Życiorys
Godlewski urodził się w rodzinie rolniczej w Niewieżnikach, w powiecie kowieńskim. W 1926 wyjechał do Francji. Studiował w Grenoble, Montpellier i Paryżu. W Paryżu zetknął się z Zygmuntem Lubicz-Zaleskim, wykładowcą L'Institut d'Études Slaves na Sorbonie. W październiku 1931 Godlewski został lektorem języka polskiego w Lille, gdzie poznał Louis-Paula Aujoulata, rzeźbiarza François Blacka, kardynała Achille Liénarta. Od 1932 organizował wyjazdy młodych Francuzów do Polski. W 1934 założył organizację Centrale Universitaire d’Echange Franco-Polonais, zajmującą się wymianą studentów. Wraz z Simone Deligne i Rogerem Cailloisem przetłumaczył na język francuski Lalkę Bolesława Prusa.
Po wybuchu II wojny światowej chciał wstąpić do polskiego wojska, ale władze na uchodźstwie poprosiły go o zorganizowanie i prowadzenie nauczania polskiego na terenie Francji. Kontynuował więc nauczanie i dołączył do ruchu oporu. W latach 1943–1944 kierował Liceum polskim im. Cypriana Norwida w Villard-de-Lans. Gestapo aresztowało Godlewskiego w Grenoble 2 marca 1944 r. Trafił najpierw do obozu internowania w Royallieu k. Compiègne, zaś 8 kwietnia 1944 r. wraz z grupą uwięzionych, został wysłany do niemieckiego obozu koncentracyjnego KL Mauthausen. Otrzymał numer obozowy KL 62466. W obozie był więziony do 20 maja 1945 r.
Po powrocie do Lille organizował życie uczelniane, m.in. pomagając byłym żołnierzom generała Maczka w podjęciu studiów. Był zatrudniony jako wykładowca w trzech uczelniach działających po wojnie w Lille. W tym okresie przetłumaczył na francuski Zegar słoneczny Jana Parandowskiego. Wraz ze współpracownikami przetłumaczył poezje Jana Kasprowicza. Na emeryturę przeszedł w 1972 roku.
Zmarł 31 sierpnia 1996 r. w Amélie-les-Bains. Został pochowany na cmentarzu w Villard-de-Lans.

## Ordery i odznaczenia
- Złoty Krzyż Zasługi (dwukrotnie[2]: 1938, 11 lipca1946[4])